# Huang Shihui
Huang Shihui (en chino, 黃石輝; Kaohsiung, 1900–1945) fue un escritor taiwanés.
Apoyó movimientos izquierdistas e intentó desarrollar la literatura rural durante la Ocupación japonesa de Taiwán. 
- Datos: Q5925709